# Elecciones estatales de Nuevo León de 1979
Las elecciones estatales de Nuevo León de 1979 se llevaron a cabo el domingo 1 de julio de 1979, simultáneamente con las Elecciones federales, en ellas se renovaron los siguientes cargos de elección popular en el estado mexicano de Nuevo León:
- Gobernador de Nuevo León. Titular del Poder Ejecutivo del estado, electo para un periodo de seis años no reelegibles en ningún caso, el candidato electo fue Alfonso Martínez Domínguez.
- 51 Ayuntamientos: Compuestos por un Presidente Municipal y regidores, electos para un periodo de tres años no reelegibles de manera inmediata.
- 48 Diputados al Congreso del Estado: Electos de manera directa por cada uno de los Distritos Electorales.